# Унаби христовы тернии
Унаби христовы тернии (лат. Ziziphus spina-christi) — вечнозелёное дерево или кустарник, вид рода зизифус семейства Крушиновые (Rhamnaceae). Произрастает в северной и тропической Африке, Южной и Западной Азии. Нативное растение Леванта, Восточной Африки и некоторых тропических стран.

## Использование
Плоды и листья дерева использовались в пищу и в медицине в Древнем Египте. Современные исследования показали, что соединения, извлечённые из листьев дерева, можно использовать для снижения сильного воспаления. Пчелиный мёд, полученный из нектара дерева, обладает антибактериальными свойствами, которые подавляют инфекционные заболевания, особенно по сравнению с другими видами мёда.

## Экология
Ziziphus spina-christi растёт в Леванте, где встречается в долинах на высоте до 500 м над уровнем моря. Спелые плоды съедобны. Семя, содержащееся в небольшой продолговатой древесной оболочке, вскрывает и поедает местная фауна, включая капского дамана.

## В культуре и религии
В Леванте сто лет назад Ziziphus spina-christi назывался сидр (связанный с лотосовым мировым деревом Корана) и был распространён в долине реки Иордан и вокруг Иерусалима. В некоторых фольклорных преданиях говорится, что деревья защищают добрые духи или мёртвые святые. По другим преданиям, это было дерево, из которого был сделан терновый венец Иисуса. Шотландский священник и писатель Мэтью Джордж Истон утверждал, что Z. spina-christi слишком хрупок, чтобы его можно было согнуть в венец, и считал, что для этого использовалось другое местное растение — Ziziphus lotus.
Самое старое известное дерево Z. spina-christi находится к югу от Иерусалима, в Эйн-Хацева, Израиль. По оценкам, ему от 1500 до 2000 лет. Местные жители считают, что это то самое дерево, из которого был сделан терновый венец Иисуса.

## Галерея

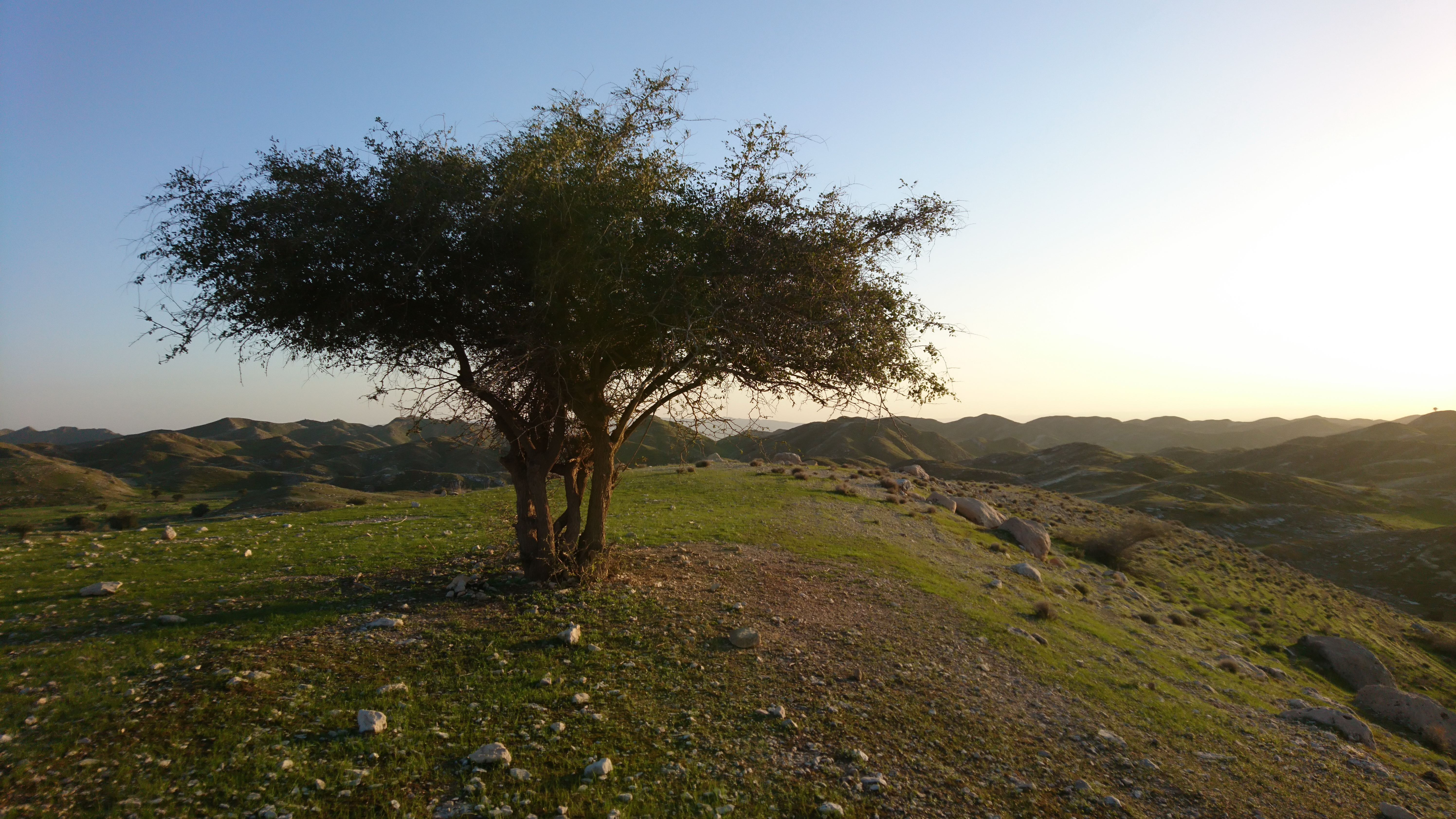
Общий вид дерева
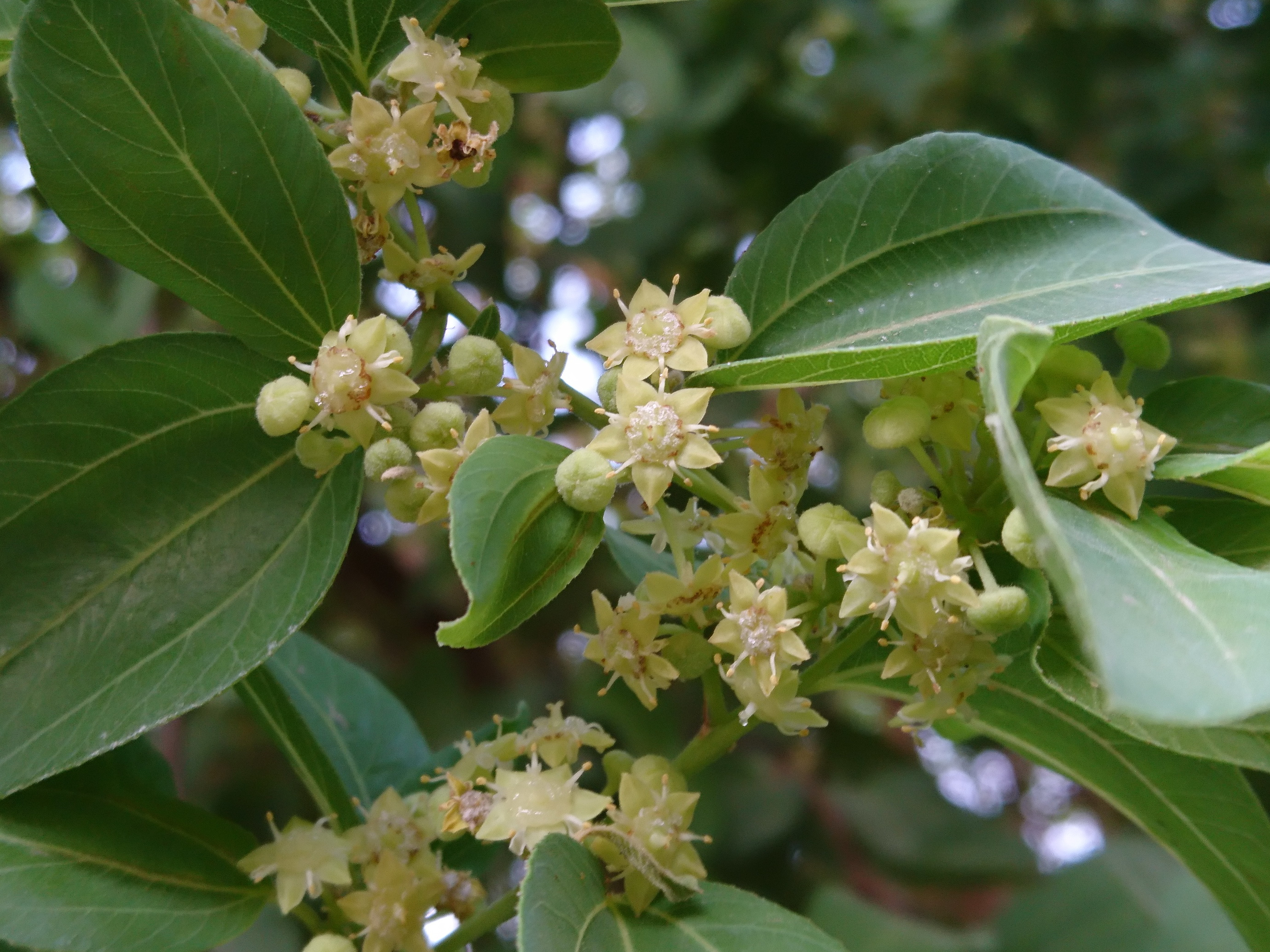
Цветущее дерево
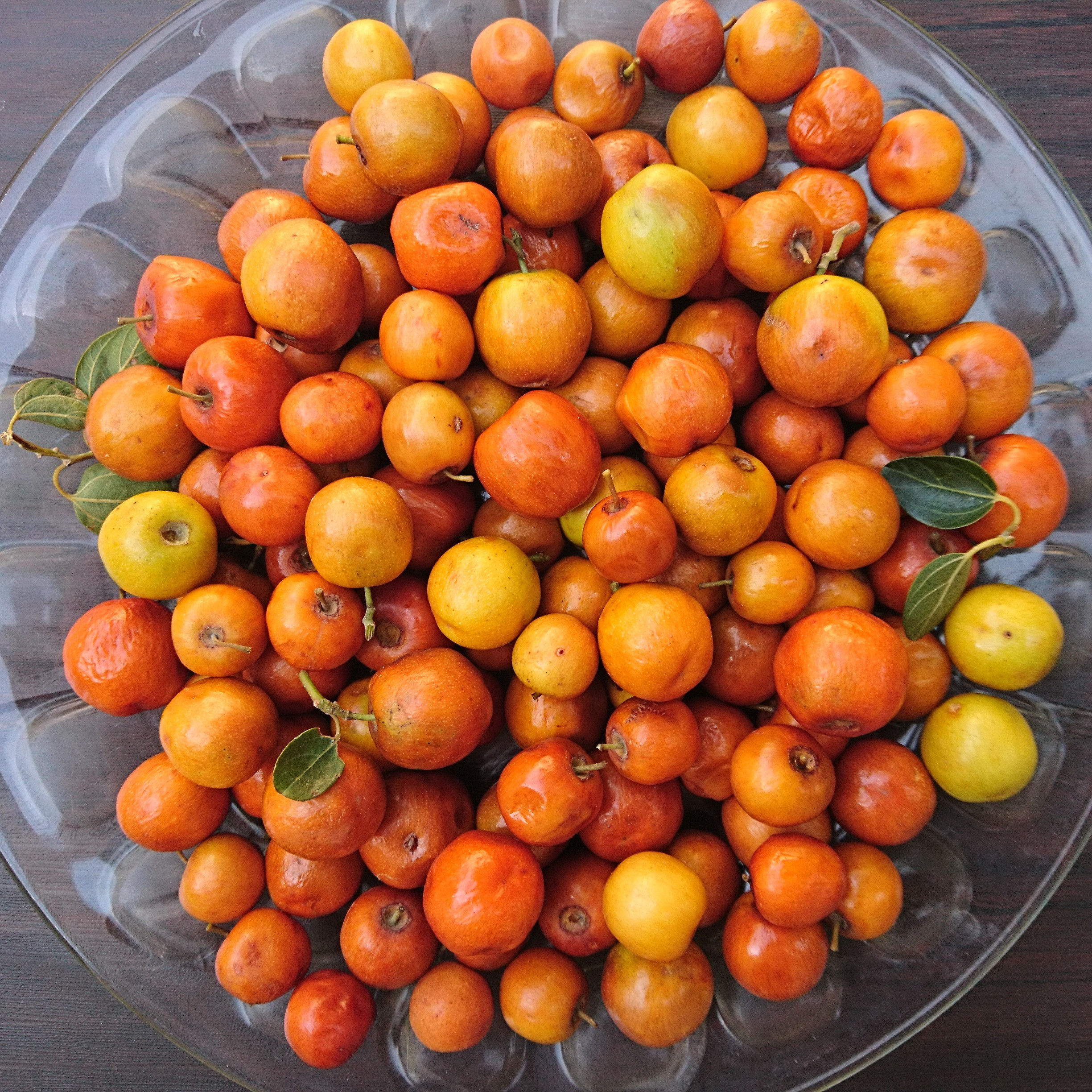
Плоды